# グスタフ・ヘイゲル

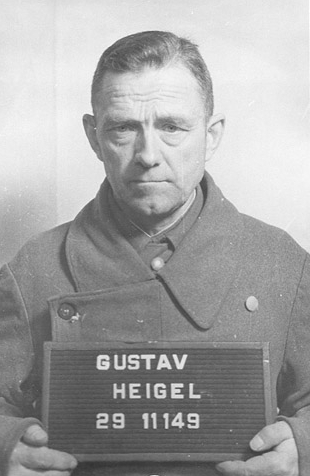
グスタフ・ヘイゲル（1947年4月）

グスタフ・ヘイゲル（Gustav Heigel, 1893年3月15日 - 没年不明）は、ドイツの軍人。ナチス・ドイツの時代、親衛隊（SS）の隊員として、ブーヘンヴァルト強制収容所の拘禁区域（Arrestbereich）責任者などを務めた。最終階級は親衛隊上級曹長。

## 経歴
ヘイゲルは1941年12月15日から1945年4月11日までブーヘンヴァルト収容所に勤務した。当初はブロック長（Blockführer）を務めていたが、1943年2月から1945年1月までは拘禁区域責任者として勤務。この期間中、ヘイゲルは350件から400件程度の処刑の準備を担当した。また、火葬場で行われたコマンド99によるものとされる50件から70件程度の処刑の場にも居合わせている。1945年1月から4月まで、看守中隊（Wachkompanie）付き小隊長やコマンド長（Kommandoführer）などを務めた。
逮捕後、ダッハウ裁判の一部であるブーヘンヴァルト主要裁判において、31人の被告人の1人として起訴された。ヘイゲルは連合国軍捕虜の虐待について、ある目撃者から告発された。ヘイゲルは2、3件の処刑に関し、「慈悲心による銃撃」を加えたことを認めた。1947年8月14日、ヘイゲルは拘禁区域責任者としての地位のため、「ブーヘンヴァルト強制収容所における主要な業務に関与していた」と判断され、絞首刑による死刑が宣告された。ただし、後に終身刑に減刑されている。1950年代にはランツベルク戦犯収容所から釈放されたと思われる。以後の消息は不明。